# 36 Crazyfists
36 Crazyfists — американський метал-гурт з Каная, Аляска. Нині вони працюють у Портленді, Орегон. Назва гурту походить із фільму Джекі Чана Jackie Chan And The 36 Crazy Fists (Джекі Чан та 36 божевільних кулаків).

## Учасники
Теперішні
- Брок Ліндоу (Brock Lindow) — спів (з 1994)
- Стів Голт (Steve Holt) — гітара (з 1996)
- Томас Нунан (Thomas Noonan) — ударні (з 1994)
- Бретт Маковскі (Buzzard) (Brett Makowski) — бас-гітара (з 2008)

Колишні
- Мік Вітні (Mick Whitney) — бас-гітара (1996—2008)
- JD Stuart — бас-гітара (загинув у автокатастрофі в липні 1996)
- Раян Бравнелл (Ryan Brownell) — гітара (1994—1996)

## Дискографія
Альбоми
- In the Skin (1997)
- Bitterness the Star (2002)
- A Snow Capped Romance (2004)
- Rest Inside the Flames (2006)
- The Tide and Its Takers (2008)
- Collisions and Castaways (2010)
- Time And Trauma (2015)

DVD
- Underneath a Northern Sky (2009)

Незалежні релізи
- Boss Buckle EP (1995)
- Suffer Tree (1997)
- In the Skin (1997)
- Demo '99 (1999)
- The Oculus EP (2008)

Сингли
- Slit Wrist Theory (2002)
- At the End of August (2004)
- Bloodwork (2004)
- Destroy the Map (2004)
- I'll Go Until My Heart Stops (2006)
- Midnight Swim (2006)
- Absent Are The Saints (2008)
- We Gave It Hell (2008)
- Reviver (2010)

## Відеографія
- «Slit Wrist Theory» — Bitterness the Star
- «At the End of August» — A Snow Capped Romance
- «Bloodwork» — A Snow Capped Romance
- «I'll Go Until My Heart Stops» — Rest Inside the Flames
- «We Gave It Hell» — The Tide and Its Takers
- «Reviver» — Collisions and Castaways
- «Also Am I» — Time and Trauma